# الشباب العربي (مجلة)
الشباب العربي أحد ملحقات مجلة العربي تم الإعلان عن البدء في اطلاقها في ربيع عام 2014 كملحق للمجلة الأساسية